# Van Haren

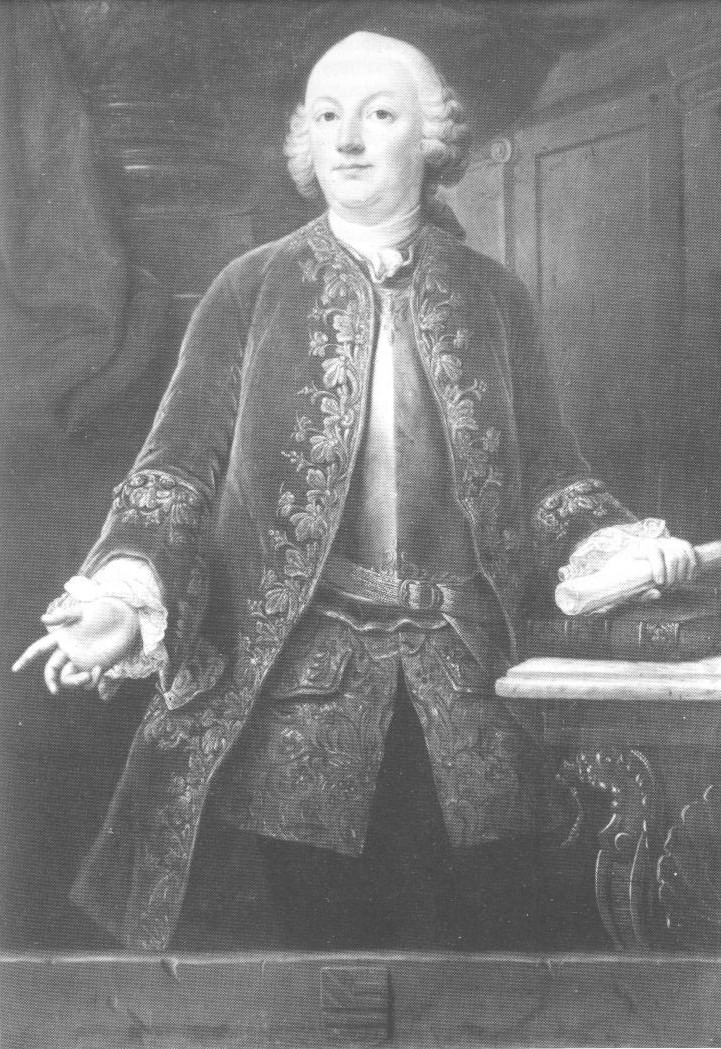
Jonker Onno Zwier van Haren in 1752 door J. Fournier

Van Haren (oorspronkelijk: von Haren) is een geslacht uit de stad Aken waarvan leden sinds 1814 behoren tot de Nederlandse adel en welk geslacht in 1850 uitstierf.

## Geschiedenis
De bewezen stamreeks begint met Gerhard von Haren die vanaf 1397 vermeld wordt en in 1411 als burgemeester van Aken. Tot in de 16e eeuw bleven leden van het geslacht burgemeesters en schepenen in de stad Aken. Gedurende de reformatie week een telg van het geslacht, Adam van Haren (ong. 1540-1589), met zijn vader uit naar Nassau. Later was hij een van de watergeuzen-kapiteins die in 1572 in Brielle landden. Hij was vervolgens raad en kamerheer van prins Willem van Oranje en na diens dood in 1584 was hij hofmeester van prins Willem Lodewijk van Nassau-Dillenburg, de stadhouder van Friesland. Zijn nakomelingen bekleedden politieke ambten in Friesland en waren loyale aanhangers van de Friese stadhouders.
Van 1673 tot 1795 waren de Van Harens onafgebroken grietmannen van Weststellingwerf en van 1652 tot 1763 van het Bildt Ook andere grietenijen in Friesland kenden een Van Haren als grietman. Ten tijde van de Franse inval en de Bataafse Revolutie weken de Van Harens uit naar het buitenland. In 1813 keerde een deel van het geslacht naar Nederland terug. In 1814 werden twee leden van het geslacht erkend als edelen van Friesland en verkregen daardoor het predicaat jonkheer. In 1822 werd Pieter Willem van Haren erkend met de titel van baron. Met de dood van Willem Johannes van Haren in 1864 te Rotterdam stierf het geslacht uit.

## Bekende telgen
- Ernst van Haren (1623-1701), grietman van Weststellingwerf.
  - Willem van Haren (1655-1728), grietman van Doniawerstal, Weststellingwerf en het Bildt.
    - Adam Ernst van Haren (1683-1717), grietman van het Bildt.
      - Willem van Haren (1710-1768), auteur, diplomaat, criticus van het koloniale bewind in Suriname en grietman van het Bildt.
        - Nicolaas van Haren (1730-1790), huwde 1: Katrijntje van Bekkum (1720-1752), en 2: Anneke van Kerkwijk (1726-?)
          - uit 1: Willem van Haren (1748-1816), gehuwd met Cornelia Lelijvelt (1754-1819)
            - Willem Johannes van Haren (1799-1864). Laatste telg van het geslacht Van Haren

          - uit 2: Johannes van Haren (1756-1810), gehuwd met Wijnanda de Slegte (1762-1849).

      - Onno Zwier van Haren (1713-1779), staatsman, schrijver en dichter en grietman van Weststellingwerf.
        - Duco van Haren (1747-1801), grietman van het Bildt.
          - Pieter Willem baron van Haren (1774-1850), officier in Britse dienst, laatstelijk majoor, lid provinciale staten van Friesland.

        - jhr. Willem Anne van Haren (1749-1835), grietman van Weststellingwerf, provinciale staten van Friesland
        - jhr. mr. Jan Poppe Andree van Haren (1755-1818), officier in Statendienst, laatstelijk luitenant-kolonel
- Willem van Haren (1626-1708), diplomaat en grietman van het Bildt.